# Eraines
Eraines település Franciaországban, Calvados megyében. Lakosainak száma 286 fő (2022. január 1.). Eraines Damblainville, Falaise, La Hoguette, Versainville és Villy-lez-Falaise községekkel határos.

## Népesség
A település népességének változása:
| Lakosok száma | 121  | 175  | 172  | 247  | 334  | 342  | 349  | 312  | 294  | 286  |
|               | 1968 | 1982 | 1990 | 2006 | 2013 | 2015 | 2017 | 2019 | 2020 | 2022 |